# Santiago Arina
Santiago Arina y Albizu (Vitoria, 28 de enero de 1909-Vitoria, 26 de diciembre de 2004) fue un fotógrafo español, funcionario del Ayuntamiento de la ciudad de Vitoria y primer artífice del fondo fotográfico de la misma, hoy en día integrado en el Archivo Municipal Pilar Aróstegui

## Biografía
Con poco más de 20 años, en 1931, Santiago Arina se convierte en funcionario municipal de Vitoria. Años después, en 1954, comienza a reunir material fotográfico diverso que terminará dando origen al Gabinete Fotográfico Municipal de esta ciudad dos años más tarde. Finalmente este servicio se llamará Archivo Fotográfico del Ayuntamiento y se enriquecerá con diferentes fondos, como la obra de Enrique Guinea, entre otros.

## Obra fotográfica
Al mismo tiempo Santiago comienza a realizar e incorporar su propia obra. Durante toda su vida, hasta después de su jubilación, colaboró con este fondo fotográfico, hoy en día Sección de Fotografía del Archivo Municipal Pilar Aróstegui de Vitoria, cuyo responsable actual es el fotógrafo Javier Berasaluce.
Entre otras de sus pasiones, colabaroró con el Museo de Armería de su ciudad y escribió numerosos artículos y libros.

## Publicaciones (selección)
- 1961. Historia de un viejo cañón.[3]
- 1987. Biografía del cuartel “General Loma”.[4]

## Exposiciones
- 2000: Fotografías de Santiago Arina y Albizu, en el Centro Cultural Montehermoso (Vitoria)[5]

## Premios y reconocimientos (Selección)
- 1992. Celedón de Oro.